# Lol Crawley
Lol Crawley, född 1974, är en brittisk filmfotograf. Han vann en Oscar för bästa foto vid Oscarsgalan 2025 för filmen Brutalisten.

## Filmografi (i urval)
- 2010 – Four lions
- 2015 – 45 år
- 2022 – Vitt brus
- 2024 – Brutalisten